# Альфред Ларсен (яхтсмен)
Альфред Ларсен (норв. Alfred Larsen, 24 листопада 1863 — 10 вересня 1950) — норвезький яхтсмен.
Олімпійський чемпіон 1912 року в класі 12 метрів.